# Tot op de bodem
Tot op de bodem is het 142ste stripverhaal van De Kiekeboes. De reeks wordt getekend door striptekenaar Merho. Het album verscheen op 14 april 2015.

## Verhaal
Jens maakt een reportage in Mexico en moet er een doorsnee gezin volgen. De Kiekeboes reizen met Jens mee naar Mexico. Op weg van de luchthaven naar hun hotel worden ze beschoten door een drugsbende. De familie is uitgenodigd op het landgoed van Frida Kihlo, de eigenares van de horecaketen die de reis sponsort. Op het landgoed ontdekt Konstantinopel wapens. De volgende dag gaat de familie op toeristische uitstap en gebeuren er vreemde dingen.

## Trivia
- Frida Kihlo is een kleine verandering in de naam van schilderes Frida Kahlo.
- De gids van de Kiekeboes heet Chorizo met zijn achternaam, dit is een verwijzing naar chorizo.